# Campionato sudamericano maschile di pallavolo 1962
Il V campionato sudamericano maschile di pallavolo si è svolto nel 1962 a Santiago, in Cile. Al torneo hanno partecipato 7 squadre nazionali sudamericane e la vittoria finale è andata per la quinta volta consecutiva al Brasile.

## Squadre partecipanti
- Argentina
- Brasile
- Cile
- Paraguay
- Perù
- Uruguay
- Venezuela

## Classifica finale
| Classifica | Squadre   |
| ---------- | --------- |
|            | Brasile   |
|            | Argentina |
|            | Venezuela |
| 4          | Paraguay  |
| 5          | Cile      |
| 6          | Uruguay   |
| 7          | Perù      |